# Ruslan Tarpan
Ruslan Serafymovych Tarpan (en ucraniano, Руслан Серафимович Тарпан ; nacido el 14 de agosto de 1971) es un empresario ucraniano que vive en los Emiratos Árabes Unidos. Fundador de la empresa "Incor-Group", y obtuvo un doctorado en economía,  Tarpan se desempeñó como miembro del Ayuntamiento de Odesa de 1994 a 2010 y estuvo muy involucrado en la reconstrucción de monumentos en Odesa.

## Primeros años y fundación del Grupo Incor
Tarpan fundó la empresa de desarrollo del Grupo Incor en 1997, especializándose en la construcción comercial y residencial, la ingeniería y la restauración de edificios históricos.

## Patrimonio cultural de Odesán
Tarpan prestó mucha atención a la restauración del patrimonio cultural en Odessa. Entre sus proyectos más significativos y controvertidos estuvo la restauración del Monumento a los fundadores de Odessa y la reconstrucción de la cercana Plaza Yekaterinskaya. Durante la restauración del monumento, nacionalistas ucranianos, grupos de cosacos y sacerdotes ortodoxos realizaron protestas en su contra. El monumento siguió siendo controvertido, y los manifestantes solicitaron sin éxito su destrucción después de la Revolución de la Dignidad de 2014 y el comienzo de la invasión rusa de Ucrania en 2022 . En noviembre de 2022, el Ayuntamiento de Odesa decidió que el monumento a los fundadores de Odesa sería desmantelado y trasladado temporalmente al Museo de Bellas Artes de Odesa .